# Međunarodni dan planina
Međunarodni dan planina proglasila je opća skupština UN-a 2003. godine, 11. prosinca, nakon što je Međunarodna godina planina, koju je UN proglasio 2002. godine, ukazala na potrebu stalnog osvješćivanja golemog značenja planina i održivog razvoja njihova okoliša za očuvanje kvalitetnog života stanovništva.